# Máscara de soldadura

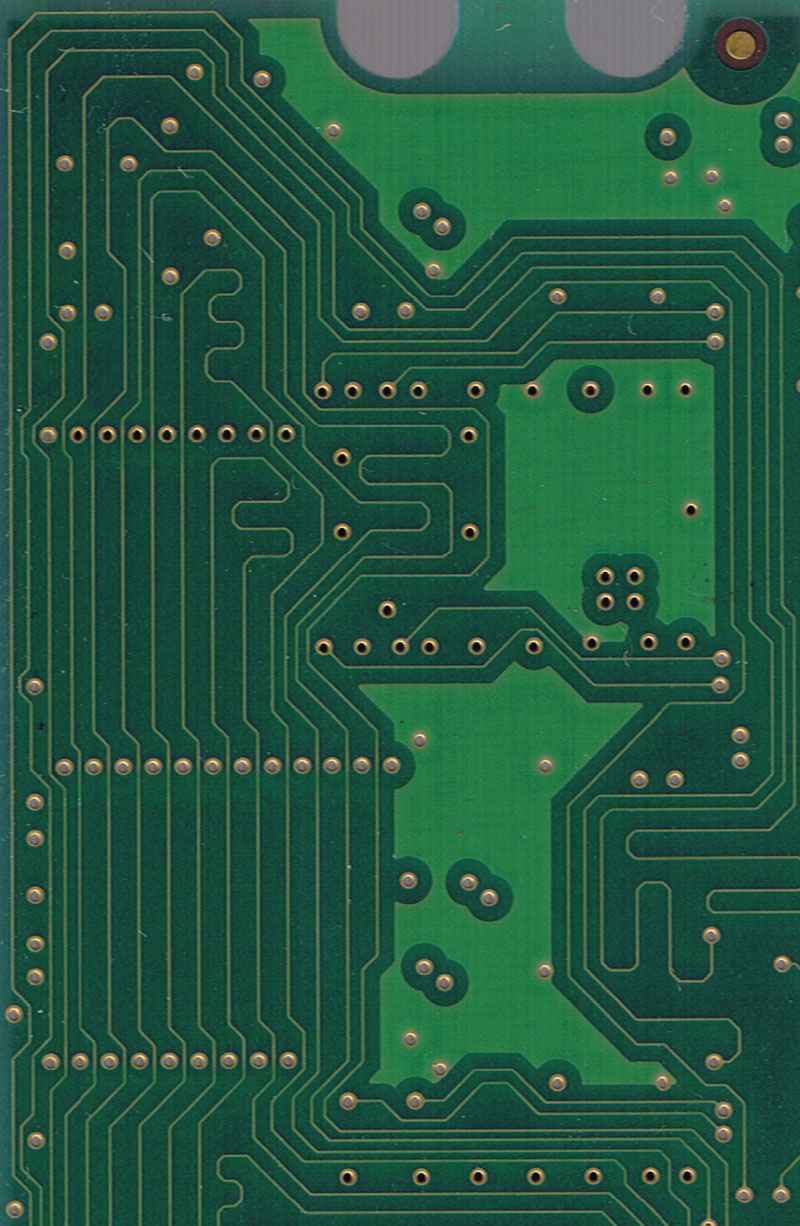
Fragmento de una plaqueta de circuito impreso donde se aprecia la coloración verde de la máscara de soldadura.

Una máscara de soldadura o máscara resistente a la soldadura es una delgada capa tipo laqueado de polímero que se le suele aplicar a las placas de un circuito impreso para proteger las zonas con los líneas de cobre donde no se desea aplicar pasta de soldadura en placas con tecnología SMD o THT. Evita la aparición de cortocircuitos y protege el cobre de la corrosión y otros agentes externos. Normalmente incluye un tinte que le da una coloración verde; aunque también está disponible en otros colores como rojo o azul. Es de composición epoxídica, de aplicación por serigrafía. Una vez aplicada, se debe realizar aberturas en la máscara de soldadura en los sitios donde se deben soldar componentes, lo cual se realiza mediante fotolitografía.

## Uso
La tinta solder resist es utilizada para imprimir circuitos impresos, y enmascarar las zonas donde no debe fijarse la aleación usada para la soldadura de los componentes electrónicos, no se recomienda para otro uso o como tinta decorativa. El sistema de impresión variará de acuerdo al proceso a que será sometida la superficie a trabajar, en el caso de circuitos que estén recubiertos por una capa de metal por deposición electrolítica, tipo Estaño-Plomo la impresión será el negativo de la imagen, dejando solo los lóbulos de soldadura al descubierto y con mallas abiertas de buena descarga, ya que al someter estas placas al soldado por "ola" la refusión del metal debajo de la tinta hará que esta se "arrugue".
En la automatización del diseño electrónico, la máscara de soldar es tratada como una capa de la plaqueta del circuito impreso, y es descripta como un archivo Gerber al igual que cualquier otra capa, como por ejemplo la de cobre.